# 山高金融
中國山東高速金融集團有限公司（「山高金融」）（港交所：0412）（前稱中國新金融集團有限公司）爲一間金融控股機構，
最早在1980年建立，曾在1992年4月15日於香港交易所主板上市。
業務當時在香港和中國內地經營生產及皮革產品，在1996年，黃振雄為廣州東峻集團有限公司財團為首，把旗下資產包括廣州東峻廣場及環球廣場，注入上市公司，於10月25日更名為東峻（集團）有限公司，之後在2000年8月15日和2002年9月6日（在2001年由鄺啟成併購），更名分別為大雄科技（集團）有限公司和漢基控股有限公司。
現時業務收入來源主要來自香港及中國其他地區。
2021年11月，山高金融向佳兆業集團購入中環中心38樓。

## 連結
- 官方网站